# Диамонитирион

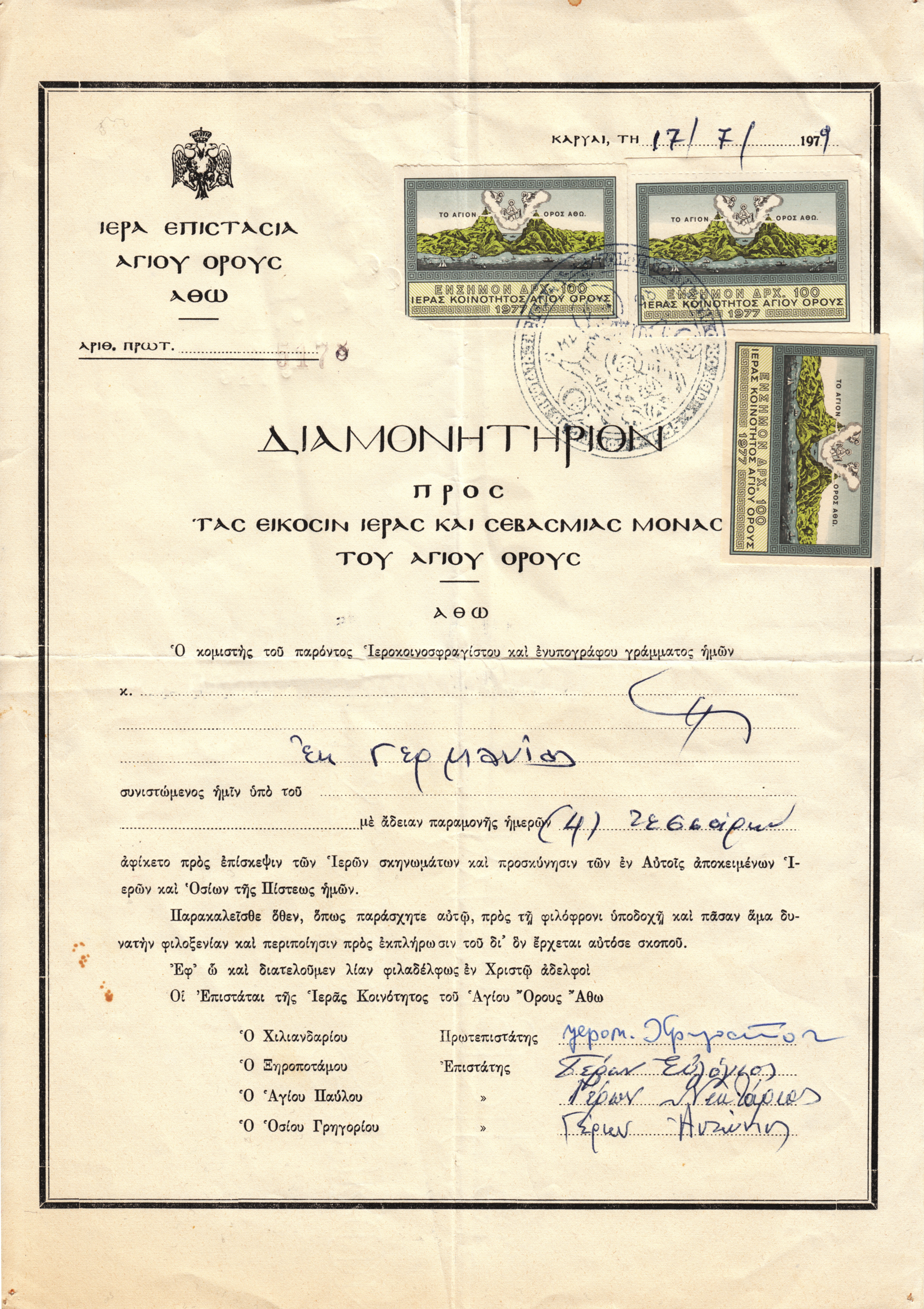
Диамонитирион (1979)

Диамонити́рион (греч. διαμονητήριον) — письменное разрешение на посещение монастырей Святой Горы (Афон) с конкретно определённым сроком разрешенного пребывания на Афоне, обязательное для всех гостей, издаваемое Священной Эпистасией Святой Горы (исполнительным органом власти монашеского самоуправления на Афоне).

## Общие сведения
Получить диамонитирион может только совершеннолетний мужчина (посещение женщин запрещено законом) любого вероисповедания или национальности (несовершеннолетние посетители должны быть в сопровождении родителя или официального руководителя группы).
Для получения диамонитириона необходимо заранее обратиться с просьбой о посещении Афона в паломническое бюро Священной Эпистасии в Салониках. Сам документ выдаётся в специальном офисе паломнической службы в Урануполи, обычно утром непосредственно перед отплытием на Афон. При получении необходимо предъявить паспорт и здесь же уплатить специальную пошлину (на 1 июня 2017 года она составляла 25 евро для православных и 30 евро для неправославных).
Диамонитирионы бывают двух видов: 
- общее разрешение (греч. γενικόν διαμονητήριον) — даёт право пребывания на Афоне в течение 4-х дней и ночевки в любом монастыре; при необходимости его можно продлить в Карее
- индивидуальное разрешение (греч. ειδικόν διαμονητήριον) — выдаётся самим монастырем на срок, обычно, от 4-х дней до года, с правом ночевать только в монастыре, означенном в приглашении (впрочем, как правило, паломник с таким разрешением может беспрепятственно переночевать и в любом другом монастыре)

Православные клирики (священнослужители), кроме того, должны получать предварительное письменное разрешение (благословение) от Константинопольской патриархии в Стамбуле.